# Mariareuterella saetosouncinata
Mariareuterella saetosouncinata är en plattmaskart som först beskrevs av Timoshkin OA 200.  Mariareuterella saetosouncinata ingår i släktet Mariareuterella och familjen Rhynchokarlingiidae. Inga underarter finns listade i Catalogue of Life.